# 独龙冬青
独龙冬青（学名：Ilex yuiana）是冬青科冬青属的植物，为中国的特有植物。分布在中国大陆的云南等地，生长于海拔1,400米至2,300米的地区，一般生长在灌木丛中、林缘、山谷常绿阔叶林中及路旁，目前已由人工引种栽培。